# Свято-Троицкий Плевский монастырь
Свято-Троицкий Плевский монастырь (серб. Манастир Света Тројица Пљевaљcка) — монастырь Милешевской епархии Сербской православной церкви, находящийся в 2 км от города Плевля в Черногории. Монастырь расположен 61 км от Дурмитор и 36 километрах от моста над рекой Тара.

## История
История зарождения монастыря начинается в далеком прошлом. Точная дата его основания неизвестна, но предполагается, что монастырь был основан до османского завоевания города в 1465 году. Это предположение было подтверждено в исследовании, видного востоковеда Адемa Ханджичa. Он цитирует два турецких источника в списке — один из 1468, и второй в 1477—1479, было отмечено, что существуют православные храмы в нескольких вновь завоеванных поселений — Плевля, Чайничe, Горажде, Нови-Пазар, и Вишеград.
В ходе своего исторического, культурного и духовного существования, монашеская община Свято-Троицкого Плевского монастыря была посвящена работы копирования, чтению и работе в монастыре. Свято-Троицкий монастырь являлся единственным источником образования. В древнейшем списке aвтором первого известного записa, и первый известный писец братства, монах Саввa, печати на линии фронта первые строчки с характерным содержанием в 1537 году.

## Архитектура
Церковь Свято-Троицкого Плевского монастыря принадлежит к типу сербско-византийской архитектуры.
На южной стене нефа изображен с макетом церкви в руках ктитор Висарион(Василије), перед Христом. На северо-западной части нефа церкви храма изображены представители династии Неманичей: Стефан Неманя (как монах Симеон), святой Савва Сербский и Стефан Урош III Дечанский.